# 730
Năm 730 trong lịch Julius.